# Migori
Migori – miasto w Kenii, stolica hrabstwa Migori. W 2019 liczyło 71,7 tys. mieszkańców.